# هانغتشو

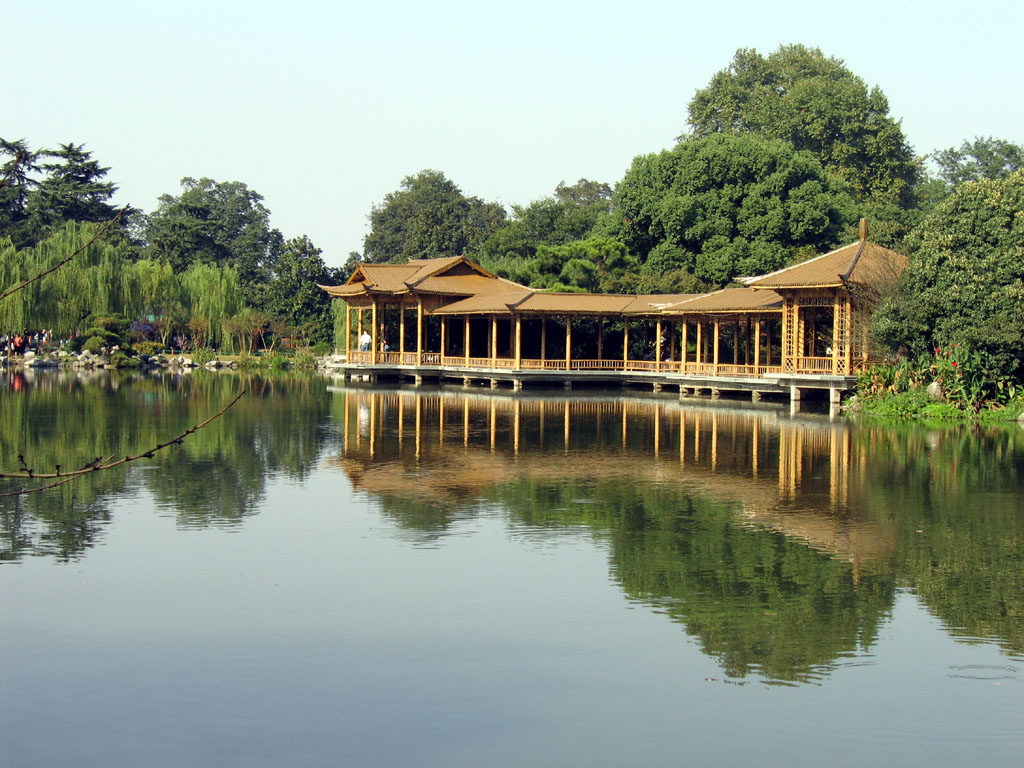
البحيرة الغربية، أشهر معالم هانغتشو

هانغتشو وتلفظ بلهجة أهلها خانْزُو أو خانْجُو  (بالصينية:杭州 بالبينين:Hángzhōu) وتُسمى في كتب الرحلات العربية الخنساء، وهي عاصمة مقاطعة جيجيانغ الصينية ومن المدن السياحية الصينية، تشتهر بجمالها الطبيعي وتراثها الثقافي، تقع على رأس خليج هانغتشو، الذي يفصل بين شنغهاي ونينغبو. تُعد البحيرة الغربية (بالصينية:西湖) أشهر معالمها، وأحد مواقع التراث العالمي التابعة لليونسكو، تُصنّف في النظام الصيني للتقسيم الإداري على أنها عاصمة مقاطعة ومدينة على مستوى أقل من المقاطعة في آن معًا، مما يمنح صلاحية أوسع لعمدتها عن عواصم المقاطعات العادية. يقطعها نهر تشيانتانغ (بالصينية:钱塘江). وتُعد هانغتشو من المدن الرئيسية في دلتا شانغ يانغ، مناخ المدينة شبه استوائي وتمر عليها الفصول الأربعة، تتكون المدينة من 6 مناطق وحيين و 5 بلديات تغطي 16596كم²، يقطنها ما يقارب الستة ملايين نسمة. وهي أحد مهود الحضارة الصينية حيث سكنها الإنسان منذ 4700 سنة وأول من سكنها قبيلة تدعى ليانجو وكانت المدينة عاصمة مملكة وو، وعاصمة مملكة يي كما كانت أيضًا عاصمةً لدولة سلالة سونج الجنوبية.
صُنفت هانغتشو كأحد المدن التجارية للصين من قبل فوربس، وبها المقر الرئيسي لعدد من مؤسسات صناعة الإنترنت ومراكز التكنولوجيا الناشئة ومقر علي بابا عملاق التجارة الإلكترونية، جذبت هانغتشو بقوة الأشخاص الذين يعملون في صناعة الإنترنت، واحتلت هانغتشو المرتبة الأولى في تصنيف أسعد مدن الصين لمدة تسع سنوات متتالية.ومنذ عام 2014م بدأت تشهد المدينة نموًا متسارعًا، مما تسبب بمشاكل مرافقة لهذه الزيادة مثل ارتفاع أسعار المساكن، الازدحام المروري الشديد، وزيادة التلوث الجوي.
استضافت قمة مجموعة العشرين في عام 2016م.وفي سبتمبر 2015م، مُنحت هانغتشو شرف استضافة دورة الألعاب الآسيوية والتي ستقام في خريف 2023م. حيث أنها ستكون ثالث مدينة في الصين تستضيف دورة الألعاب الآسيوية بعد بكين 1990م وغوانزو 2010م.

## التاريخ

### التاريخ المبكر

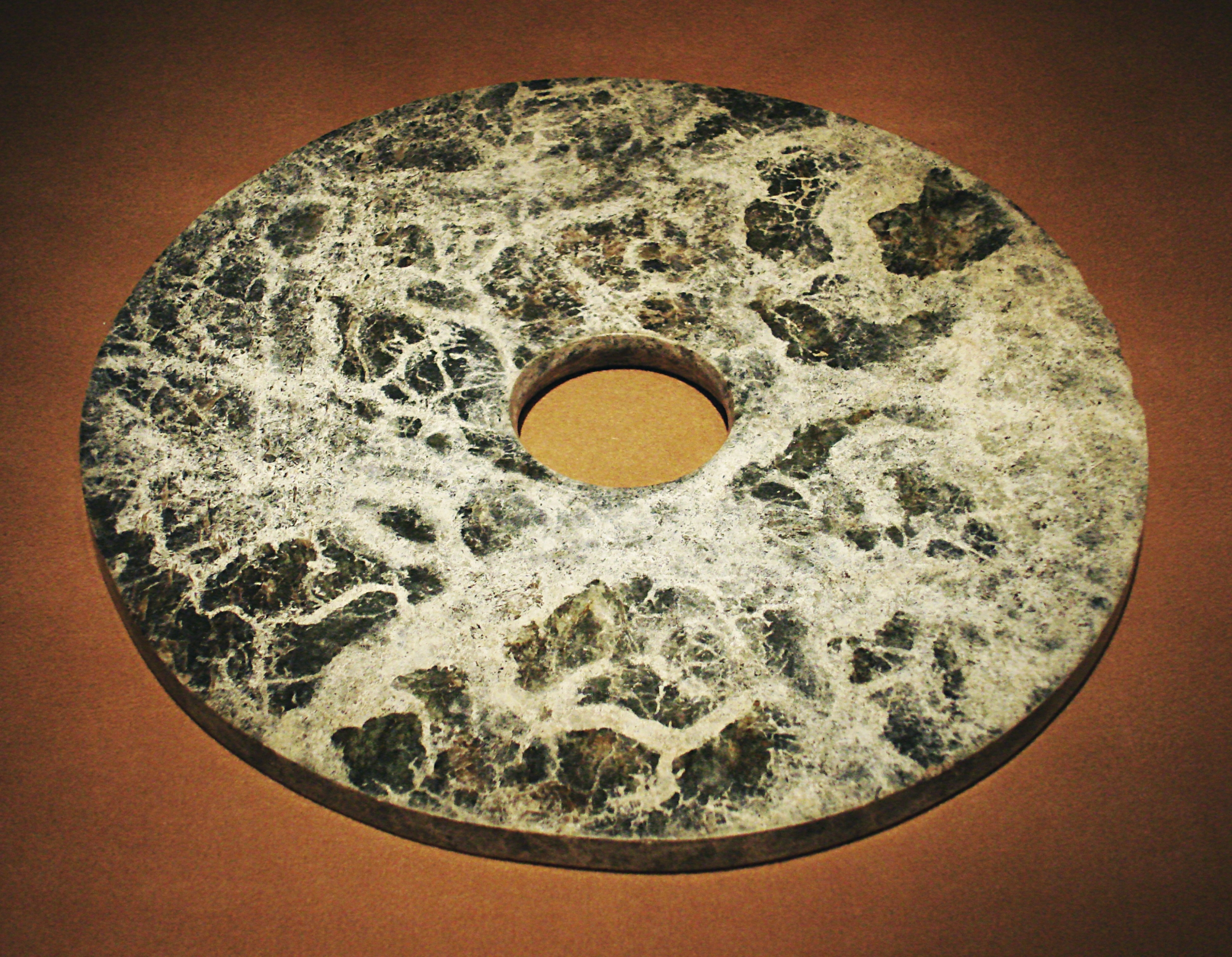
يشم مراسمي اسطواني عائد لعصر ليانغتشو

حضارة هيمودو التي يعود تاريخها إلى حوالي سبعة آلاف سنة، سكنت مدينة يوياو الواقعة شمال شرق مدينة هانغتشو وتبعد عنها حوالي 100كم.

### تاريخ العصور الوسطى
تقع هانغتشو في الطرف الجنوبي للقناة الكبرى والتي تمتد إلى بكين. جرى حفر وتطوير القناة على مر العصور لكنها وصلت إلى طولها الكامل عام 609م.

#### عهد أسرة تانغ

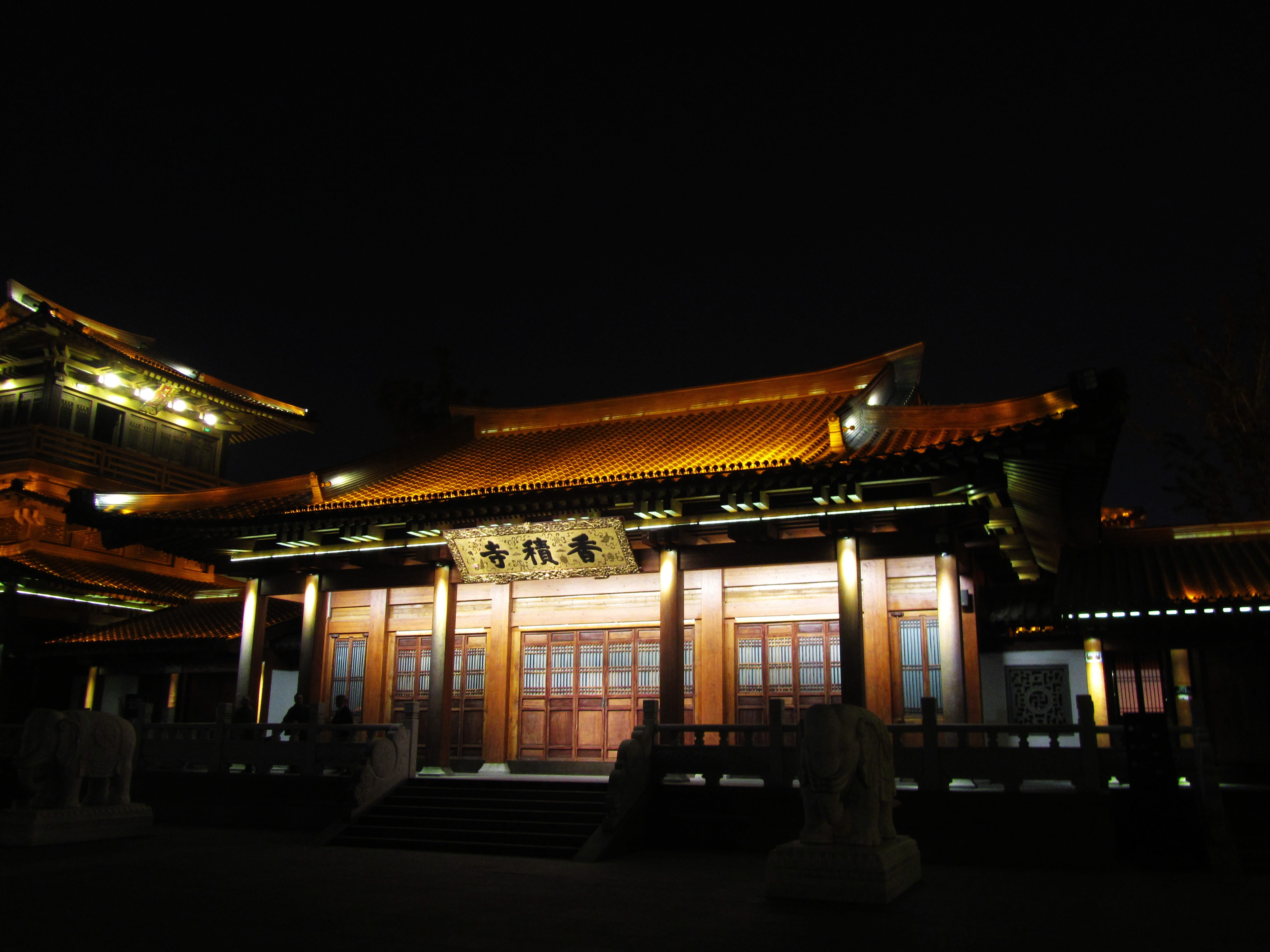
معبد شيانجي المبني في عام 978م خلال عهد أسرة سونغ الشمالية

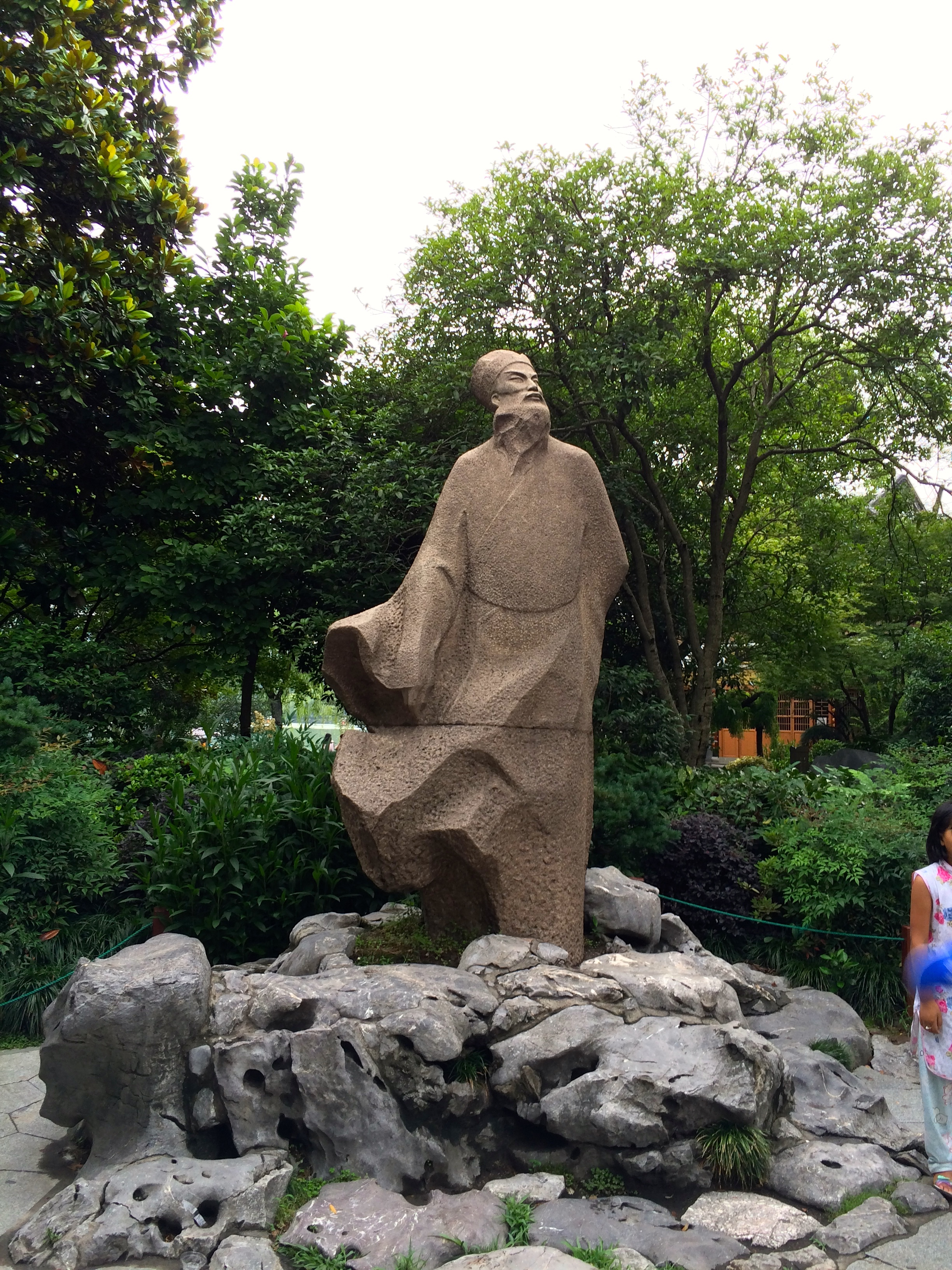
نصب لسو شي في نهاية جسر سو عند البحيرة الغربية

في عهد أسرة تانغ، عُيّن باي جويي حاكمًا لهانغتشو. كان باي جويي شاعراً بارعاً ومخططًا فذًا، قام بأعمال تطويرية للمدينة.بعد أن لاحظ أن الأراضي الزراعية القريبة تعتمد على مياه البحيرة الغربية، ولكن بسبب إهمال الحكام السابقين، انهار السد القديم، وكادت أن تجف البحيرة وعانى المزارعون من جفاف شديد. لتدارك ذلك أمر ببناء حاجز أقوى وأطول، مع سد للتحكم في تدفق المياه، وبالتالي توفير المياه للري وتخفيف مشكلة الجفاف. تحسنت معيشة السكان المحليين في هانغتشو على مدى السنوات التالية. كان باي جوي يقضي أوقات فراغه للاستمتاع بالبحيرة الغربية، وكان يزورها يوميًا. كما أمر ببناء جسر يربط بين طرفي البحيرة للسماح بالمشي بدلاً من ركوب القارب. ثم زرع الصفصاف وغيرها من الأشجار على طول السد، مما جعلها معلما جميلاً. سمي هذا الجسر فيما بعد باسمه جسر باي جويي (بالصينية: 白沙堤).

#### مملكة وويوي
هانغتشو واحدة من العواصم السبعة القديمة للصين. كانت أول عاصمة لمملكة وويوي مابين عامي (907 م -978م) خلال فترة تاريخية كانت تسمى فترة الأسر الخمس والممالك العشر.وكان اسمها آنذاك شيفو (بالصينية: 西府) ، في القرن العاشر الميلادي كانت معاقل الأدب والثقافة في الصين ثلاث مدن هي هانغتشو ونانجينغ وتشنغدو. أصبحت هانغتشو مركزًا جاذبًا للعلماء من جميع أنحاء الصين وصار لمملكة وويوي علاقات دبلوماسية مع الممالك الصينية المجاورة حيث كانت الصين آنذاك عبارة عن ممالك ودول متفرقة وكذلك مع الدول الخارجية اليابان، وجوريو، وسلالة خيتان لياو.

#### فترة حكم سودونغبو
في عام 1089م، تولى الشاعر الصيني سو شي الملقب بسودونغبو حكم المدينة، واستخدم 200 ألف عامل لبناء جسر بطول 2.8 كم يقطع البحيرة الغربية. وبذلك صار للبحيرة الغربية جسرين جسر سو الذي بناه سو شي، بالإضافة لجسر باي الذي بناه باي جوي. كانت هانغتشو آنذاك من أكبر مدن العالم، وهي مكتظة بالسكان وبها اثني عشر ألف جسر. كان الخبز ولحم الخنزير والأرز والنبيذ وفير على الرغم من العدد الكبير من السكان.

#### سلالة سونغ الجنوبية

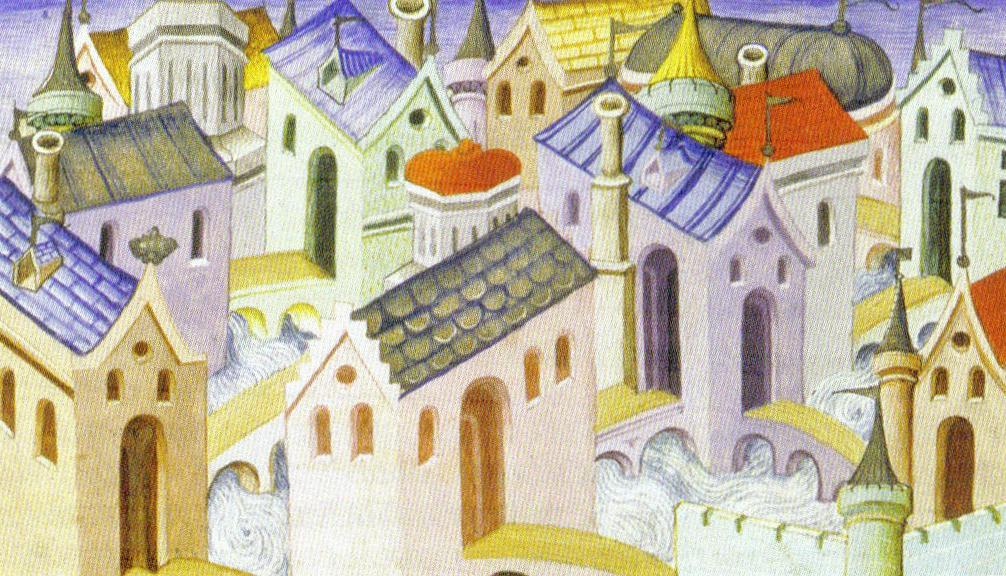
هانغتشو مصورة في رسم توضيحي فرنسي من عام 1412م

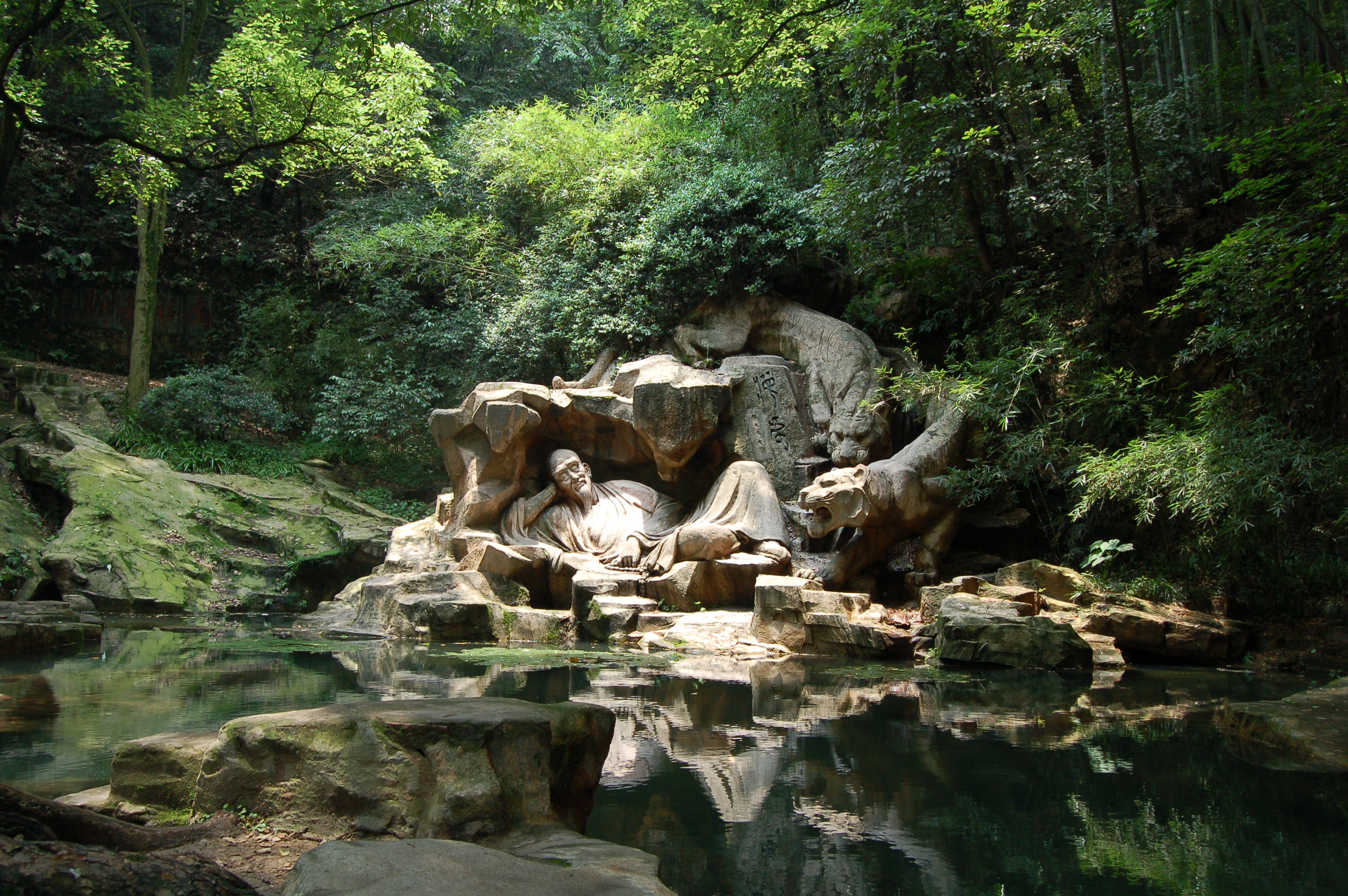
نصب نمر الربيع في هانغتشو

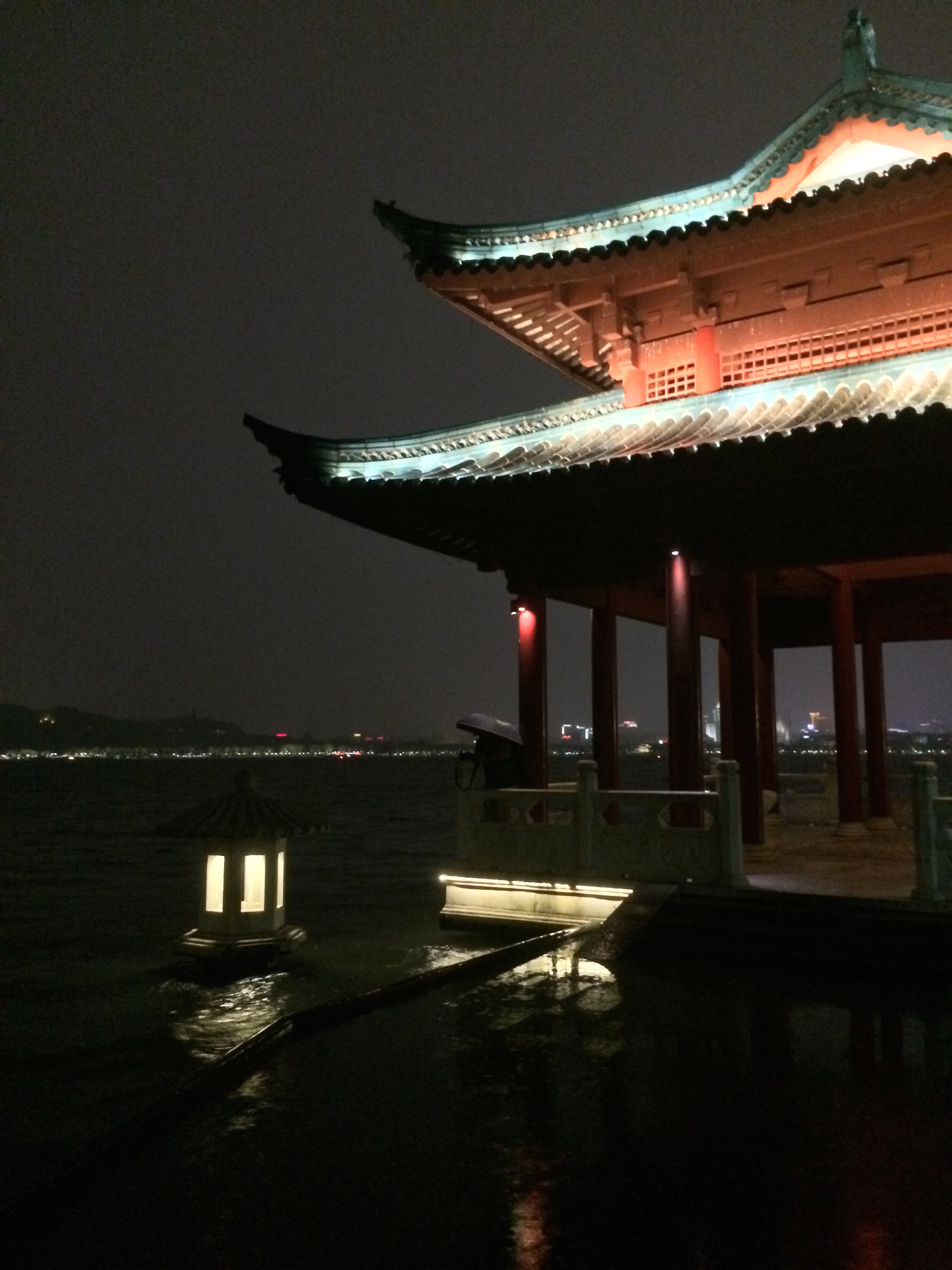
قصر سوي جوانج بجانب البحيرة الغربية

صارت هانغتشو عاصمة جديدة لسلالة سونغ الجنوبية في عام 1132م ، في عام 1127م غزا الجورشن شمال الصين في حروب جين سونغ. أثناء الحرب تنازل الإمبراطور هويتسونغ لابنه تشنزونغ عن الملك لكن تمكن الجورشن من أسرهما واحتلال عاصمة إمبراطورية سونغ مدينة كايفنغ في حادثة تسمى في التاريخ الصيني إذلال جينغ كانغ (بالصينية:靖康之恥) وهرب من استطاع الهرب من أسرة سونج إلى الجنوب ، بعد مقتل الأباطرة تولى أحد أفراد سلالة سونغ الحكم وهو الإمبراطور قاوزونغ الذي فر في البداية إلى نانجينغ، ثم إلى شانغكيو، ثم إلى يانغتشو في عام 1128م، وأخيرًا استقر به المقام في هانغتشو عام 1129م. كان يهدف الإمبراطور الجديد إلى أن يوجد عاصمة مؤقتة ريثما ينجح في استعادة عاصمة أسرته الأصلية كيفانغ، نمت مدينة هانغتشو لتصبح مركزًا تجاريًا وثقافيًا لسلالة سونغ، حيث تحولت من مدينة متوسطة لتصبح واحدة من أكبر المدن وأكثرها ازدهارًا في العالم. بعدما فُقد الأمل في استعادة العاصمة القديمة تم توسيع المباني الحكومية في هانغتشو وتجديدها لتناسب وضعها عاصمةً إمبراطورية دائمة. وتم توسيع القصر الإمبراطوري في هانغتشو في عام 1133م وبقيت هانغتشو عاصمة لهذه السلالة 138 سنة حتى سقطت أخيرًا بيد المغول.

#### قبيل الغزو المغولي للمدينة

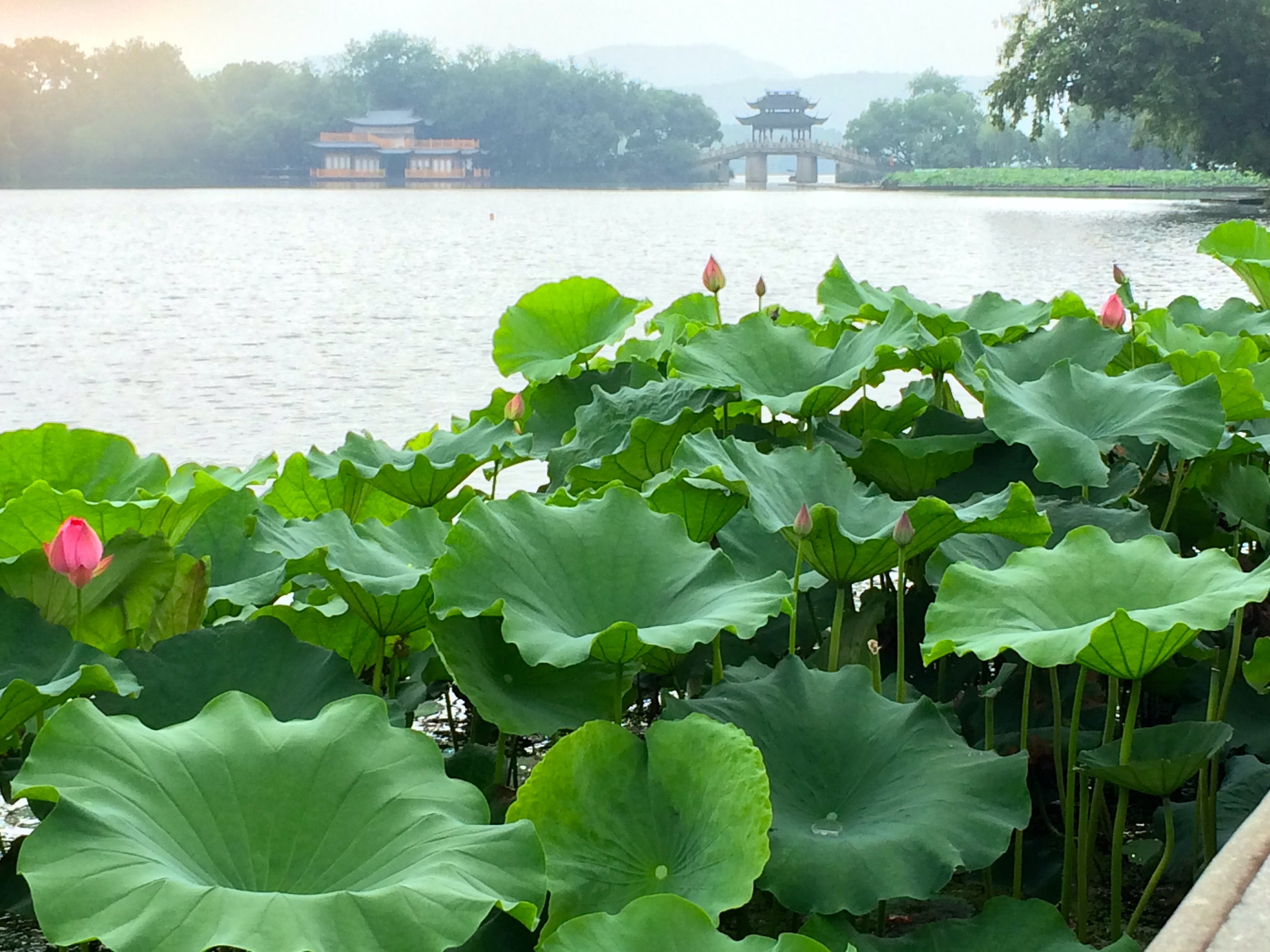
اللوتس عند البحيرة الغربية

من عام 1138م حتى الغزو المغولي عام 1276م، ظلت هانغتشو عاصمة سلالة سونغ الجنوبية وكانت تعرف باسم لينان (بالصينية:臨安) والذي يعني المدينة الآمنة. كانت هانغتشو مقر الحكومة الإمبراطورية لسلالة سونغ، ومركز التجارة، في تلك الفترة كانت هانغتشو مركزًا جاذبًا للعلماء والفلاسفة من مختلف أنحاء الصين.
جاء العديد من الفلاسفة والسياسيين ورجال الأدب، بما في ذلك بعض الشعراء الشهيرون في التاريخ الصيني، مثل سو شي ولو يو وشين كيجي، كانت المدينة مسقط رأس عالم الرياضيات الصيني شين كيو (1031م-1095م)، ويقع قبره في منطقة يوهانغ.
خلال عهد أسرة سونغ الجنوبية، توسعت التجارة بسبب تحول هانغتشو لإمبراطورية، وأتى اللاجئون من الشمال المحتل، ونمت المؤسسات الرسمية والعسكرية، كل هذا تسبب بزيادة سكانية وتوسعت المدينة حتى خارج السور الرئيسي الذي كان قد بني في القرن التاسع الميلادي. وفقا للموسوعة البريطانية، كان عدد سكان هانغتشو أكثر من مليوني نسمة في ذلك الوقت، في حين يقدر المؤرخ جاك جيرنيت أن عدد سكان هانغتشو تجاوز عددهم مليون نسمة بحلول عام 1276، الأرقام الرسمية للتعداد الصيني في عام 1270م أحصت حوالي 186,330 أسرة ويُعتقد أن هذا الأحصاء لم يحصي الجنود وبعض من لم يكن من سكان هانغتشو الأصليين مثل بعض التجار واللاجئين. حسب بعض المؤرخين يُظن أن هانغتشو كانت أكبر مدينة في العالم ما بين عامي 1180م إلى 1315م.

#### حرائق مدينة خانزو التاريخية
بسبب العدد الكبير من السكان والمباني الخشبية المزدحمة (التي غالباً ما تكون متعددة الطوابق)، تعرضت المدينة لعدد من الحرائق دمرت أجزاء كبيرة منها وذلك في أعوام (1132م،1137م،1208م،1229م،1237م،1275م) في حين وقعت حرائق أصغر في كل عام تقريبا. وقد سجل حريق 1237 وحده تدمير 30.000 مسكن. لمكافحة هذا التهديد، أنشأت حكومة سلالة سونغ نظامًا متقنًا لمكافحة الحرائق، وأقامت أبراج مراقبة، ووضعت نظامًا من إشارات الفانوس وأعلام لتحديد مصدر النيران وتوجيه الاستجابة، وكلفت أكثر من 3000 جندي بمهمة إخماد الحرائق.

### عهد أسرة يوان المغولية
حوصرت هانغتشو واستولت عليها الجيوش المغولية بقيادة الإمبراطور الجديد كوبلاي خان عام 1276م، صارعت أسرة سونغ الجنوبية ثلاث سنوات بعد احتلال عاصمتها إلا أنه قضي عليها في النهاية. تأسست عاصمة أسرة يوان الجديدة في مدينة خان بالق (بالصينية:汗八里) - بكين حاليًا- ، ولكن ظلت مدينة هانغتشو مركزًا تجاريًا وإداريًا مهمًا لأراضيها الجنوبية. في عهد أسرة يوان انفتحت الصين للأجانب. زار التاجر الفينيسي ماركو بولو هانغتشو في أواخر القرن الثالث عشر. وفي كتابه، ذكر «أنها أكبر مدينة في العالم»  وأن «ثروة تجارها، وكمية البضائع التي يبيعونها، كانت هائلة لدرجة أنه لا يمكن لأي إنسان تقدير ما فيها تقديرًا عادلا».

### التاريخ الحديث واحتلال اليابانيين

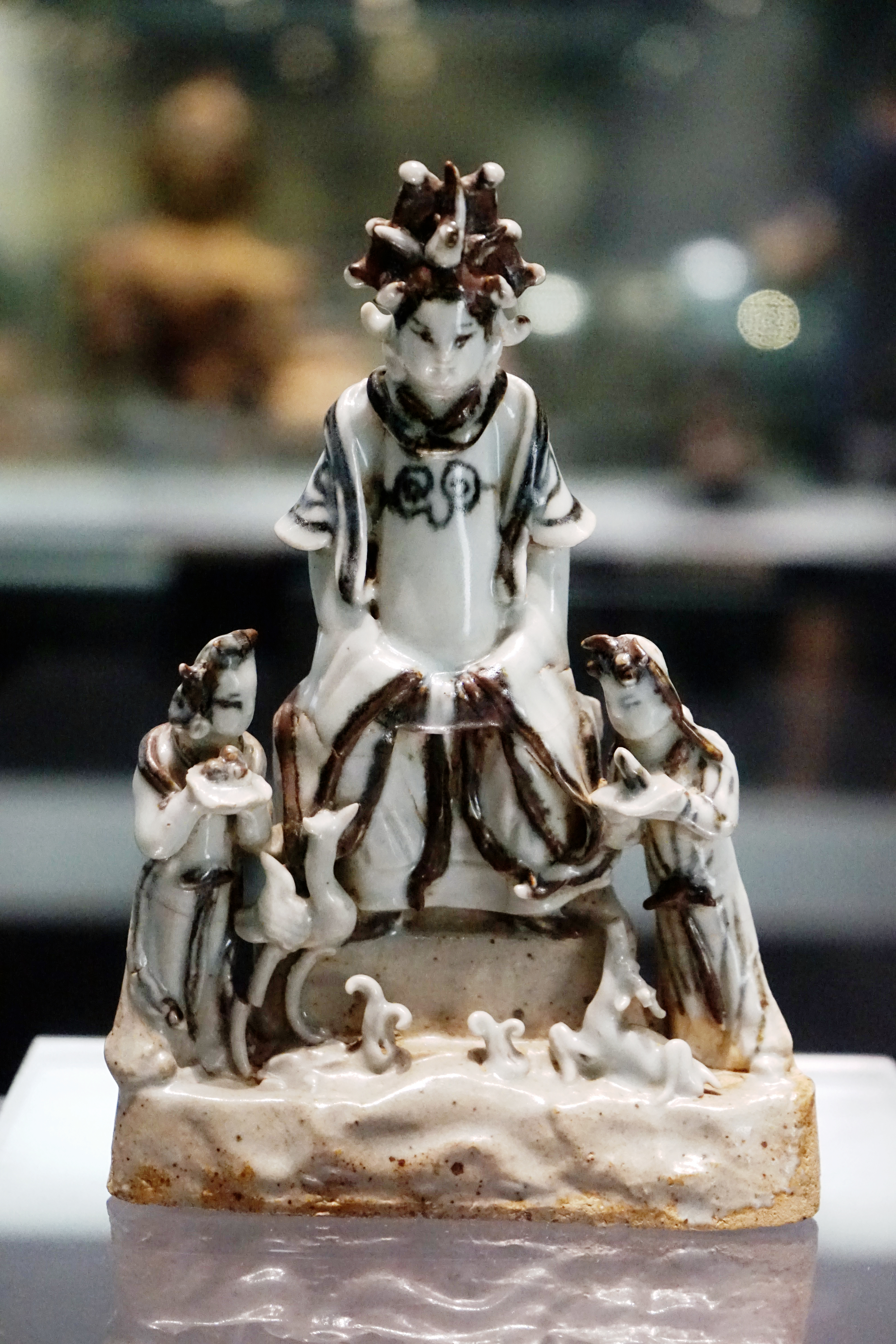
تمثال جينغدتشن للخزف باللونين الأخضر والأبيض لآلهة الرحمة. اسرة يوان. اكتشفت قرب شارع وينسان ، هانغتشو في عام 1987.

بقيت المدينة ميناء مهمًا حتى منتصف عهد أسرة مينغ، حتى غطى الطمي مينائها. احتلت مملكة تايبينغ السماوية مدينة هانغتشو. وتعرضت المدينة لأضرار جسيمة خلال غزوها واحتلالها واستعيدت في نهاية المطاف من قبل جيش أسرة تشينغ. سقطت المدينة بيد الكومينتانغ ما بين عامي (1927م-1937م). واحتل اليابانيون المدينة أثناء الحرب اليابانية الصينية الثانية وظلت تحت الاحتلال ما بين عامي (1937م-1945م)، حتى استعادها الكومينتانغ في عام 1945م.

#### سقوط المدينة بأيدي الشيوعيين

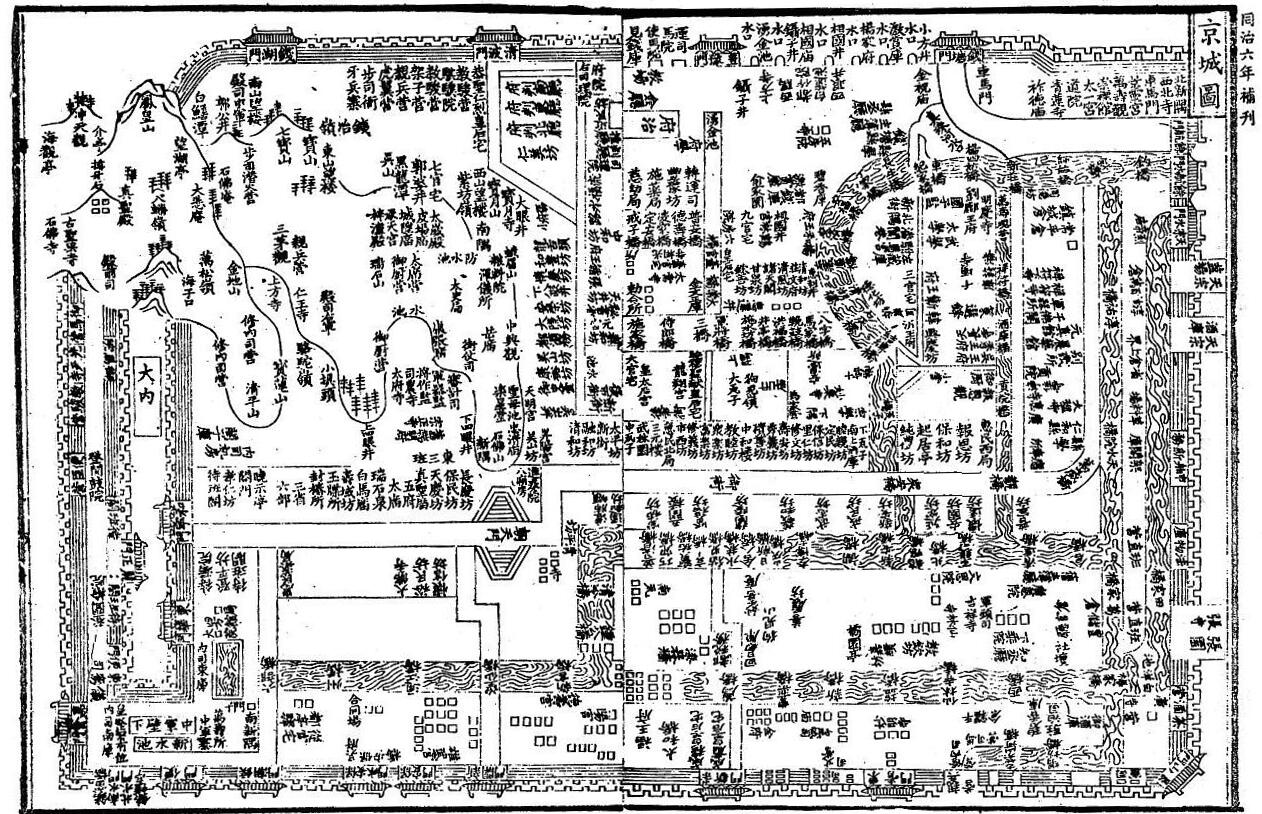
خريطة منطقة هانغتشو في عام 1867

في 3 مايو 1949، دخل جيش التحرير الشعبي إلى خانزو وأصبحت المدينة تحت سيطرة الشيوعيين. كان لسياسات دنغ شياو بينغ الإصلاحية في نهاية عام 1978، تأثيرًا بالغ الأهمية على المدينة وتطويرها فاستفاد من موقعها على دلتا نهر اليانغتسى، والآن هي واحدة من أكثر المدن الصينية ازدهارا.

## هانغتشو في المصادر العربية
كان التجار العرب يمرون بهانغتشو وقليل منهم أقام فيها خلال عهد أسرة سونغ، حيث كانت هانغتشو منطقة راحة للتجار عند ذهابهم لخان بالق -بكين حاليًا-. ومازالت هناك نقوش عربية من القرن الثالث عشر والرابع عشر الميلادي، بُني مسجد العنقاء من قبل تاجر مصري أقام في هانغتشو والتقى به ابن بطوطة. وحينما مر بها ابن بطوطة قال في كتابه عنها:
لكن خلال الفترة الأخيرة من عهد أسرة يوان، تعرض المسلمون للاضطهاد، وشاركوا في ثورات ضد المغول.

## الجغرافيا

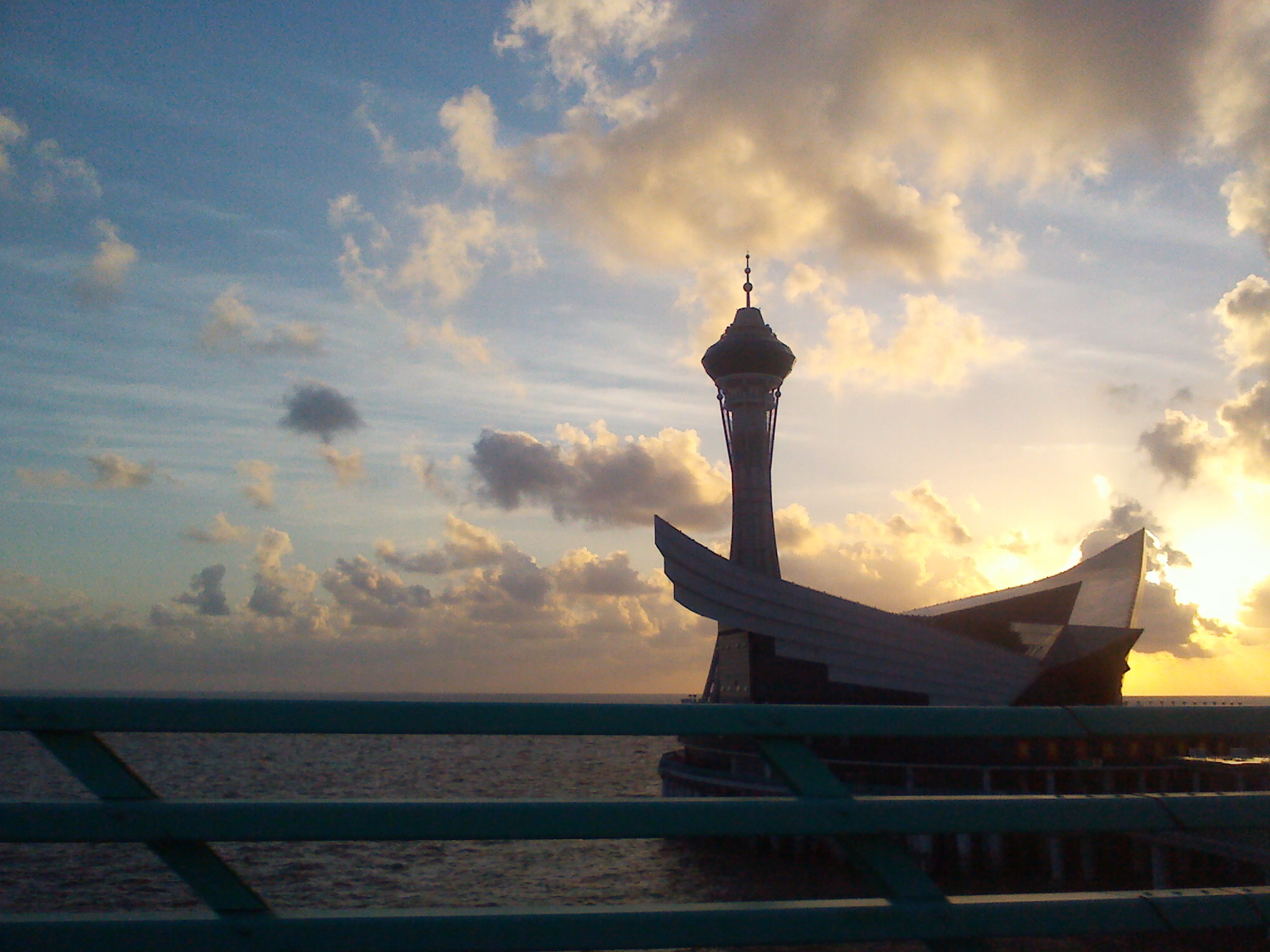
منظر لخليج هانغتشو من جسر هانغتشو الشهير

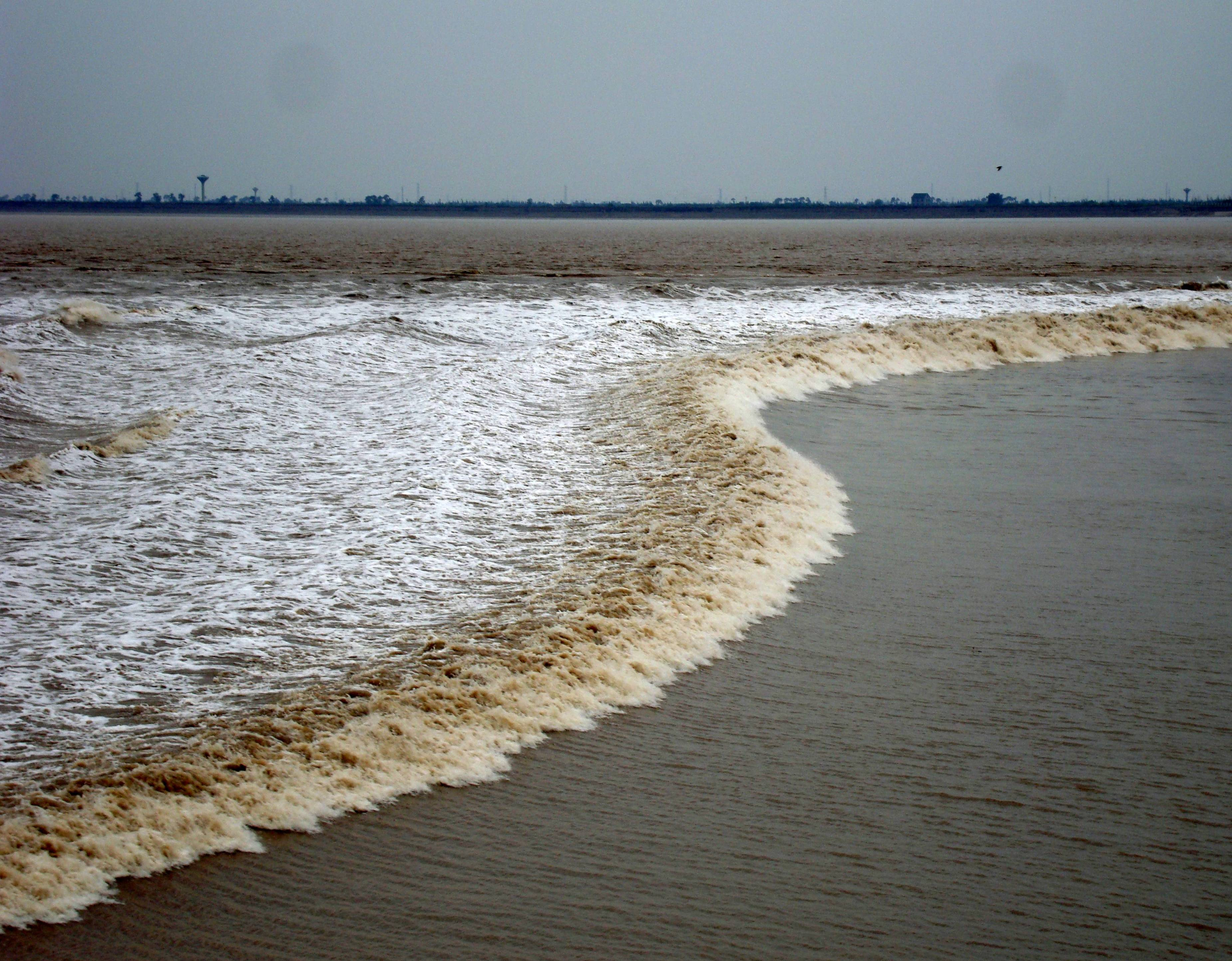
ظاهرة الفورة المدية تحدث كل سنة في نهر تشيانتانغ

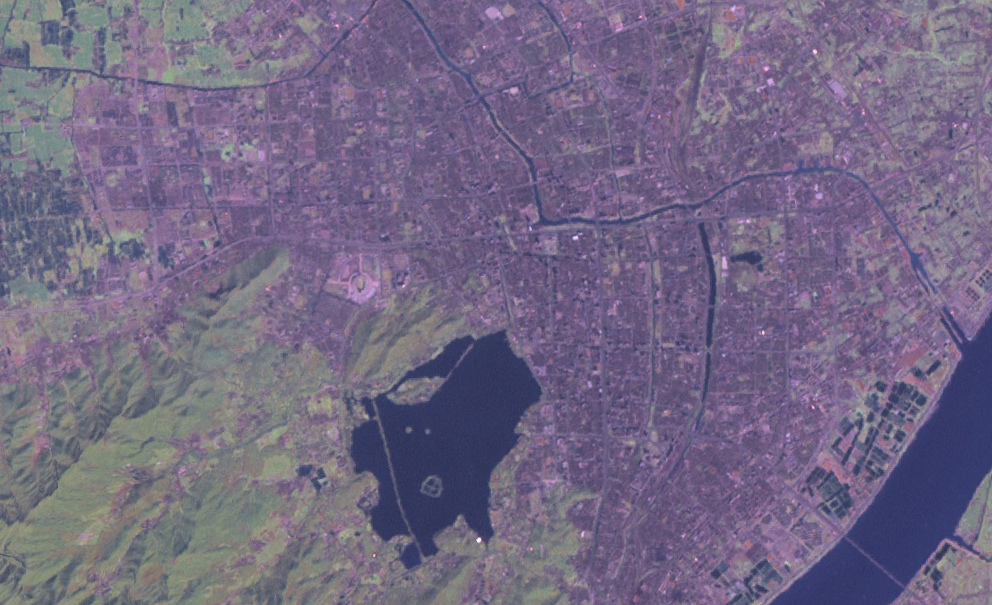
صورة فضائية لمدينة هانغتشو

تقع مدينة هانغتشو في شمال غرب مقاطعة جيجيانغ، في الطرف الجنوبي من قناة الصين الكبرى، التي تصل إلى بكين، في الجزء الجنوبي الأوسط من دلتا نهر يانغتسي. تمتد منطقتها الإدارية غربًا إلى الأجزاء الجبلية من مقاطعة آنهوي، ومن الشرق إلى السهل الساحلي بالقرب من خليج هانغتشو. بُنيت المدينة حول الجانبين الشرقي والشمالي من البحيرة الغربية، شمال نهر نهر تشيانتانغ (بالصينية:钱塘江).

### المناخ
مناخ مدينة هانغتشو مناخ رطب شبه مداري، وحسب تصنيف كوبن للمناخ فإن تصنيفها Cfa، وفصول السنة الأربعة متمايزة عن بعضها، تتميز هانغتشو بصيف طويل حار رطب وشتاء بارد غائم جاف مع تساقط الثلوج في بعض الأحيان. متوسط درجة الحرارة السنوي هو 17.0 درجة مئوية، معدل هطول الأمطار السنوي يبلغ 1437.64 مليمتر، وتتأثر المدينة بموسم شرقي آسيا المطير في شهر يونيو. أما في أواخر الصيف من أغسطس إلى سبتمبر فتعاني المدينة من هبوب الأعاصير، ولكن نادرًا ما تضربها الأعاصير مباشرة.أبرد أشهر السنة يناير فمتوسط درجة الحرارة يتراوح ما بين 3~5 درجة مئوية أما في المنطقة الجبلية الشمالية الغربية للمحافظة فتتراوح مابين -3~3 درجة مئوية؛ أمّا أحر أشهر السنة فهو يوليو فهانغتشو ثالث أحر مدينة صينية، حيث وصف بعض مستخدمي وسائل التواصل الاجتماعية الصينية فوجو وتشونغتشينغ وهانغتشو ونانتشانغ بمواقد النار من حرها الشديد. فمتوسط درجة الحرارة يتراوح ما بين 27~30 درجة مئوية أما في المنطقة الجبلية الشمالية الغربية للمحافظة فتتراوح مابين 20~27 درجة مئوية.أخفض درجة حرارة في تاريخ المدينة سجلت في 6 فبراير 1969م وكانت 9.6- درجة مئوية، وأعلى درجة حرارة كانت في 9 أغسطس 2013 وكانت 41.6 درجة مئوية. أما بالنسبة لسطوع الشمس فإنها تكون 30 ٪ في مارس بينما تكون 51 ٪ في أغسطس، يبلغ مجموع سطوع أشعة الشمس 1,709.4 ساعة سنويًا.
| البيانات المناخية لـمدينة خانزو من (1951م - حتى الآن)    | البيانات المناخية لـمدينة خانزو من (1951م - حتى الآن) | البيانات المناخية لـمدينة خانزو من (1951م - حتى الآن) | البيانات المناخية لـمدينة خانزو من (1951م - حتى الآن) | البيانات المناخية لـمدينة خانزو من (1951م - حتى الآن) | البيانات المناخية لـمدينة خانزو من (1951م - حتى الآن) | البيانات المناخية لـمدينة خانزو من (1951م - حتى الآن) | البيانات المناخية لـمدينة خانزو من (1951م - حتى الآن) | البيانات المناخية لـمدينة خانزو من (1951م - حتى الآن) | البيانات المناخية لـمدينة خانزو من (1951م - حتى الآن) | البيانات المناخية لـمدينة خانزو من (1951م - حتى الآن) | البيانات المناخية لـمدينة خانزو من (1951م - حتى الآن) | البيانات المناخية لـمدينة خانزو من (1951م - حتى الآن) | البيانات المناخية لـمدينة خانزو من (1951م - حتى الآن) |
| الشهر                                                    | يناير                                                 | فبراير                                                | مارس                                                  | أبريل                                                 | مايو                                                  | يونيو                                                 | يوليو                                                 | أغسطس                                                 | سبتمبر                                                | أكتوبر                                                | نوفمبر                                                | ديسمبر                                                | المعدل السنوي                                         |
| -------------------------------------------------------- | ----------------------------------------------------- | ----------------------------------------------------- | ----------------------------------------------------- | ----------------------------------------------------- | ----------------------------------------------------- | ----------------------------------------------------- | ----------------------------------------------------- | ----------------------------------------------------- | ----------------------------------------------------- | ----------------------------------------------------- | ----------------------------------------------------- | ----------------------------------------------------- | ----------------------------------------------------- |
| الدرجة القصوى °م (°ف)                                    | 25.4 (77.7)                                           | 28.5 (83.3)                                           | 32.8 (91.0)                                           | 34.8 (94.6)                                           | 37.6 (99.7)                                           | 39.7 (103.5)                                          | 41.3 (106.3)                                          | 41.6 (106.9)                                          | 38.7 (101.7)                                          | 35.0 (95.0)                                           | 31.2 (88.2)                                           | 26.5 (79.7)                                           | 41.6 (106.9)                                          |
| الحد الأقصى المتوسط °م (°ف)                              | 17.4 (63.3)                                           | 21.3 (70.3)                                           | 25.7 (78.3)                                           | 30.6 (87.1)                                           | 33.8 (92.8)                                           | 35.3 (95.5)                                           | 37.9 (100.2)                                          | 37.3 (99.1)                                           | 34.4 (93.9)                                           | 30.3 (86.5)                                           | 25.1 (77.2)                                           | 19.5 (67.1)                                           | 38.2 (100.8)                                          |
| متوسط درجة الحرارة الكبرى °م (°ف)                        | 8.3 (46.9)                                            | 10.3 (50.5)                                           | 14.8 (58.6)                                           | 21.1 (70.0)                                           | 26.3 (79.3)                                           | 29.1 (84.4)                                           | 33.6 (92.5)                                           | 32.8 (91.0)                                           | 28.2 (82.8)                                           | 23.2 (73.8)                                           | 17.3 (63.1)                                           | 11.3 (52.3)                                           | 21.4 (70.4)                                           |
| المتوسط اليومي °م (°ف)                                   | 4.6 (40.3)                                            | 6.4 (43.5)                                            | 10.3 (50.5)                                           | 16.2 (61.2)                                           | 21.4 (70.5)                                           | 24.7 (76.5)                                           | 28.9 (84.0)                                           | 28.2 (82.8)                                           | 24.0 (75.2)                                           | 18.8 (65.8)                                           | 12.9 (55.2)                                           | 7.0 (44.6)                                            | 17.0 (62.5)                                           |
| متوسط درجة الحرارة الصغرى °م (°ف)                        | 1.8 (35.2)                                            | 3.5 (38.3)                                            | 7.0 (44.6)                                            | 12.4 (54.3)                                           | 17.5 (63.5)                                           | 21.4 (70.5)                                           | 25.2 (77.4)                                           | 24.9 (76.8)                                           | 20.9 (69.6)                                           | 15.4 (59.7)                                           | 9.3 (48.7)                                            | 3.7 (38.7)                                            | 13.6 (56.4)                                           |
| الحد الأدنى المتوسط °م (°ف)                              | −3.9 (25.0)                                           | −2.3 (27.9)                                           | 0.8 (33.4)                                            | 5.8 (42.4)                                            | 12.1 (53.8)                                           | 16.9 (62.4)                                           | 21.5 (70.7)                                           | 21.4 (70.5)                                           | 16.0 (60.8)                                           | 9.0 (48.2)                                            | 2.5 (36.5)                                            | −2.8 (27.0)                                           | −4.6 (23.7)                                           |
| أدنى درجة حرارة °م (°ف)                                  | −8.6 (16.5)                                           | −9.6 (14.7)                                           | −3.5 (25.7)                                           | 0.2 (32.4)                                            | 7.3 (45.1)                                            | 12.8 (55.0)                                           | 17.3 (63.1)                                           | 18.2 (64.8)                                           | 12.0 (53.6)                                           | 1.0 (33.8)                                            | −3.6 (25.5)                                           | −8.4 (16.9)                                           | −9.6 (14.7)                                           |
| الهطول مم (إنش)                                          | 79.8 (3.14)                                           | 86.1 (3.39)                                           | 143.7 (5.66)                                          | 122.5 (4.82)                                          | 128.2 (5.05)                                          | 211.8 (8.34)                                          | 180.3 (7.10)                                          | 156.1 (6.15)                                          | 130.1 (5.12)                                          | 78.6 (3.09)                                           | 72.3 (2.85)                                           | 48.6 (1.91)                                           | 1٬438٫1 (56.62)                                       |
| متوسط أيام هطول الأمطار (≥ 0.1 mm)                       | 12.4                                                  | 12.1                                                  | 15.3                                                  | 14.5                                                  | 13.8                                                  | 14.6                                                  | 12.4                                                  | 13.8                                                  | 11.7                                                  | 9.0                                                   | 9.3                                                   | 8.5                                                   | 147.4                                                 |
| متوسط الرطوبة النسبية (%)                                | 75                                                    | 75                                                    | 75                                                    | 74                                                    | 74                                                    | 80                                                    | 76                                                    | 78                                                    | 79                                                    | 76                                                    | 74                                                    | 73                                                    | 76                                                    |
| ساعات سطوع الشمس الشهرية                                 | 102.0                                                 | 97.2                                                  | 116.4                                                 | 140.6                                                 | 164.7                                                 | 136.6                                                 | 212.7                                                 | 193.0                                                 | 143.9                                                 | 144.6                                                 | 129.0                                                 | 128.7                                                 | 1٬709٫4                                               |
| المصدر: China Meteorological Data Sharing Service System |                                                       |                                                       |                                                       |                                                       |                                                       |                                                       |                                                       |                                                       |                                                       |                                                       |                                                       |                                                       |                                                       |

## الجامعات ومؤسسات التعليم العالي

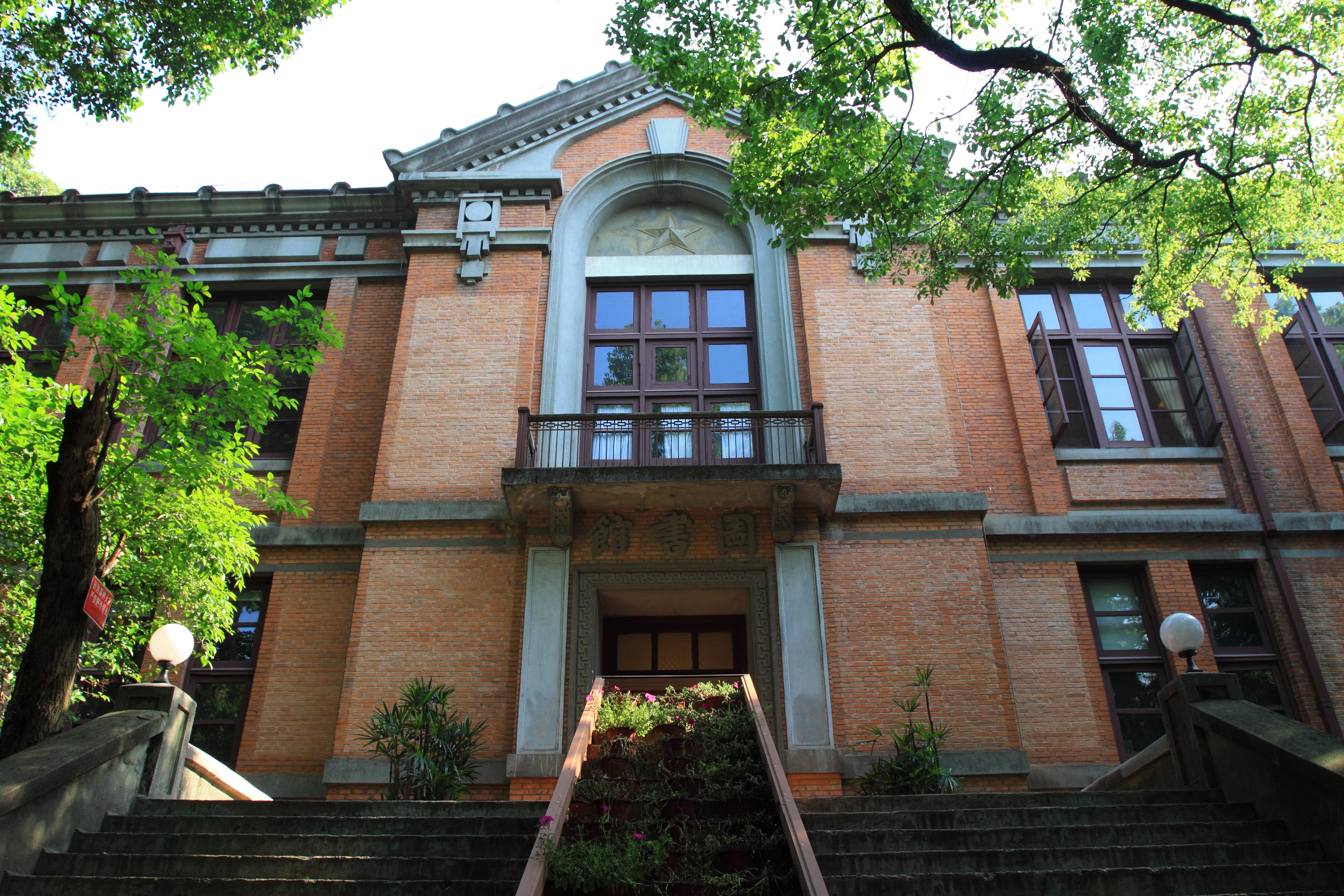
مدخل لأحد كليات جامعة جيجيانغ فرع جيجيانج

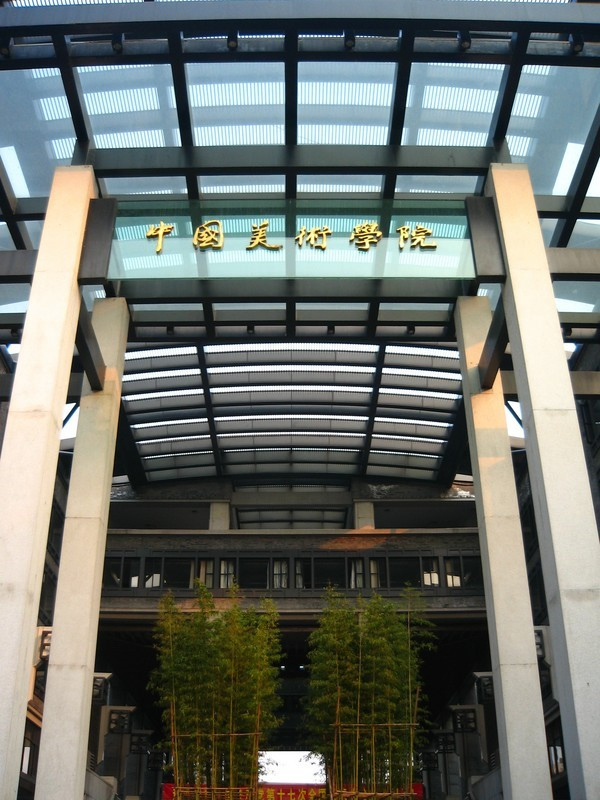
مدخل الأكاديمية الصينية للفنون الجميلة

يوجد في مدينة هانغتشو عدد كبير من الطلاب مع العديد من مؤسسات التعليم العالي في المدينة حوالي 13 جامعة. في المدينة حيين دراسيين وهما الشياشا (بالصينية: 下沙区)، الواقع بالقرب من الطرف الشرقي للمدينة، والشياوشان (بالصينية:萧山区)، الواقع بالقرب من الطرف الغربي للمدينة، وهي أحياء جامعية تضم مجموعة من الجامعات والكليات. والقائمة التالية بها جامعات المدينة مع العلم أن بعضها تتشابه بالاسم جيجيانغ لكن كل واحدة لها إدارة وتصنيف مستقل.
- جامعة جيجيانغ (بالصينية:浙江大学): وهي أكبر جامعة من حيث الحجم والثانية أكاديميًا على مستوى الصين تأسست عام 1897م ويجب التنبه ألا يخلط بينها وبين الجامعات الأخرى التي تحمل اسم جيجيانغ.
- الأكاديمية الصينية للفنون الجميلة (بالصينية: 中国美术学院) تأسست عام 1953م.
- جامعة جيجيانغ للتكنولوجيا (بالصينية:浙江工业大学) تأسست عام 1953م.
- جامعة جيجيانغ للصناعة والتجارة (بالصينية:浙江工商大学) تأسست عام 1923م.
- جامعة جيجيانغ للعلوم والهندسة (بالصينية:浙江理工大学).
- جامعة هانغتشو للإلكترونيات (بالصينية:杭州电子科技大学).
- معهد جيجيانغ للعلوم والتكنولوجيا (بالصينية:浙江科技学院).
- جامعة جيجيانغ للطب الصيني (بالصينية:浙江中医药大学).
- جامعة المواصفات والمقاييس (بالصينية:中国计量学院) تأسست عام 1978م.
- جامعة الاقتصاد (بالصينية:浙江财经学院).
- جامعة هانغتشو لتأهيل المعلمين (بالصينية:浙江财经学院).
- جامعة الصحافة والاتصال في جيجيانغ (بالصينية:浙江传媒学院).
- كلية المدينة الجامعية لجامعة جيجيانغ (بالصينية:浙江大学城市学院).

## التقسيمات الإدارية
هانغتشو مدينة على مستوى محافظة فرعية حيث أن لها سلطات أوسع من المدن وعواصم المقاطعات الصينية الأخرى بها 10 ضواحي ومدينة واحدة على مستوى ناحية وناحيتين. تشغل الضواحي الحضرية العشر 8,292.31 كيلومتر مربع ويبلغ عدد سكانها 8,241,000 نسمة، حيث توجد ست ضواحي حضرية مركزية وأربع نواحي. تشغل الضواحي الحضرية المركزية 706.27 كيلومتراً مربعاً ويبلغ عدد سكانها 3,780.000 نسمة، وتحتل الضواحي 7,586.04 كيلومتر مربع ويبلغ عدد سكانها 4,646,000 نسمة.
في أوائل التسعينيات، ضمت الضواحي الحضرية في هانغتشو فقط شانغتشنغ، شيا تشنغ، قونغشو، جيانجان.
- في 11 ديسمبر، 1996، تم إنشاء مقاطعة بين جيانغ.
- في 12 مارس 2001، تم تضمين مدينة شياوشان ومدينة يوهانغ كضاحيتان لهانغتشو بدلا من كونهما مدينتين منفصلتين.
- في 13 ديسمبر 2014، وفي يوليو 2017، تم إلحاق مدينة فويانغ ولينان في مدينة هانغتشو كناحيتين.

| الخريطة الإدارية لهانغتشو وضواحيها والبلديات التابعة لها                                                                                    | الخريطة الإدارية لهانغتشو وضواحيها والبلديات التابعة لها | الخريطة الإدارية لهانغتشو وضواحيها والبلديات التابعة لها | الخريطة الإدارية لهانغتشو وضواحيها والبلديات التابعة لها | الخريطة الإدارية لهانغتشو وضواحيها والبلديات التابعة لها | الخريطة الإدارية لهانغتشو وضواحيها والبلديات التابعة لها |
| --- | -------------------------------------------------------- | -------------------------------------------------------- | -------------------------------------------------------- | -------------------------------------------------------- | -------------------------------------------------------- |
| بحير تشيانداو 1 2 3 4 جيانغ غان الشيخو الشياوشان يوهانغ فويانغ تونغ لو جون آن جياندا لينان 1. شانغ جانغ 2. شيا جانغ 3. جونج شو 4. بين جيانغ |                                                          |                                                          |                                                          |                                                          |                                                          |
| بالعربية | بالصينية                                                 | بينين                                                    | السكان (2018)                                            | المساحة كم²                                              | الكثافة السكانية                                         |
| الضواحي الحضرية الوسطى |                                                          |                                                          |                                                          |                                                          |                                                          |
| ضاحية حيشانغ جانغ | 上城区                                                   | Shàngchéng Qū                                            | 345,000                                                  | 26.06                                                    | 13,238.68                                                |
| ضاحية شياجانغ | 下城区                                                   | Xiàchéng Qū                                              | 526,000                                                  | 29.33                                                    | 17,933.86                                                |
| ضاحية جيانغ غان | 江干区                                                   | Jiānggàn Qū                                              | 1,186,000                                                | 200.00                                                   | 5,930.00                                                 |
| ضاحية جونغ شو | 拱墅区                                                   | Gǒngshù Qū                                               | 574,000                                                  | 69.25                                                    | 8,288.81                                                 |
| ضاحية الشيخو | 西湖区                                                   | Xīhú Qū                                                  | 890,000                                                  | 309.41                                                   | 2,876.44                                                 |
| ضاحية بين جيانغ | 滨江区                                                   | Bīnjiāng Qū                                              | 392,000                                                  | 72.22                                                    | 5,427.86                                                 |
| ضواحي الأطراف |                                                          |                                                          |                                                          |                                                          |                                                          |
| ضاحية الشياوشان | 萧山区                                                   | Xiāoshān Qū                                              | 1,719,000                                                | 1,417.83                                                 | 1,212.42                                                 |
| ضاحية يوهانغ | 余杭区                                                   | Yúháng Qū                                                | 1,603,000                                                | 1,228.41                                                 | 1,304.94                                                 |
| ضاحية فويانغ | 富阳区                                                   | Fùyáng Qū                                                | 742,000                                                  | 1,821.03                                                 | 407.46                                                   |
| ضاحية يوهانغ | 临安区                                                   | Lín'ān Qū                                                | 593,000                                                  | 3,118.77                                                 | 190.14                                                   |
| نواحي |                                                          |                                                          |                                                          |                                                          |                                                          |
| ناحية تونغ لو | 桐庐县                                                   | Tónglú Xiàn                                              | 432,000                                                  | 1,829.59                                                 | 236.12                                                   |
| ناحية جون آن | 淳安县                                                   | Chún'ān Xiàn                                             | 358,000                                                  | 4,417.48                                                 | 81.04                                                    |
| مدن على مستوى ناحية |                                                          |                                                          |                                                          |                                                          |                                                          |
| جياندا | 建德市                                                   | Jiàndé Shì                                               | 446,000                                                  | 2,314.19                                                 | 192.72                                                   |

## البنية التحتية

### المطار
لها مطار دولي واحد وهو مطار هانغتشو شياوشان الدولي ومؤخرًا افتتحت رحلات مباشرة من القاهرة والدوحة له، لم تصل له شبكة المترو بعد وسينتهي الخط الموصل له عام 2022م.

### قطار الأنفاق
لخانجو شبكة مترو متطورة بها 90 محطة، تُقل يوميًا مليون راكب، مع تطبيق خدمة الدفع عبر الهاتف الجوال، لتسهيل حركة الركاب، وهي أول مدينة صينية تعمم الدفع عبر الجوال في وسائل النقل العامة.

### الحافلات

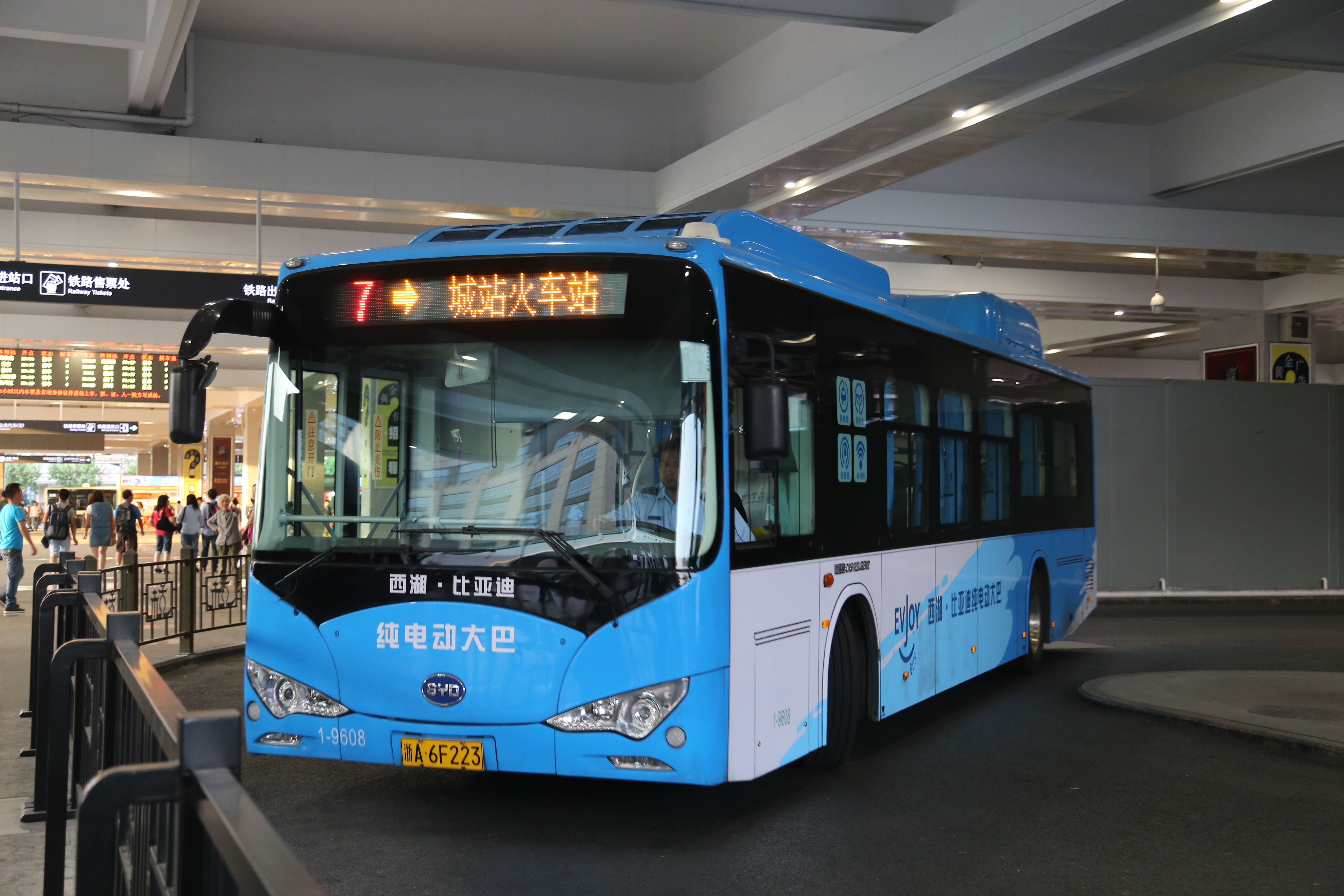
أحد الحافلات الكهربائية في مدينة هانغتشو

تُشغل الحافلات في هانغتشو من قبل شركة هانغتشو للحافلات، في نهاية عام 2011، كان لدى الشركة ما مجموعه 548 خط سير للحافلات و7200 حافلة -نسبة الباصات المكيفة منها بلغت 96.38٪ ومجموع الموظفين بلغ حوالي 23000 موظف.

### القطارات
لهانغتشو ثلاث محطات قطار

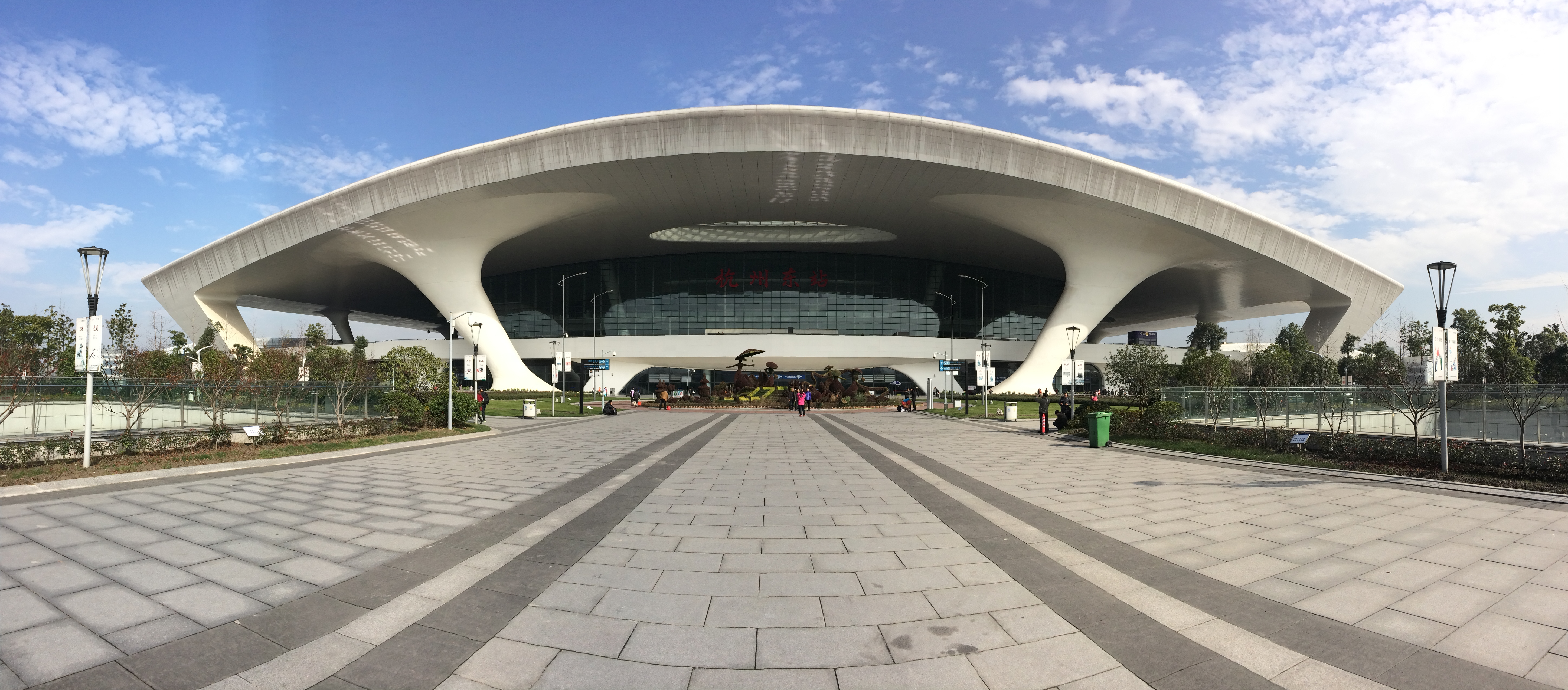
محطة هانغتشو الشرقية تعد أهم وأكبر محطة في هانغتشو والصين عمومًا

1. محطة هانغتشو القديمة (بالصينية:杭州站): تأسست عام 1906م وهي أقدم محطة في هانغتشو رممت عام 1999م وما تزال تعمل حتى الآن.
2. محطة القطار الجنوبية (يالصينية:杭州南站): تسمى أحيانًا محطة شياوشان، تأسست عام 1931م لكنها في فترة صيانة وخارجة عن الخدمة من يوليو 2013م.
3. محطة القطار الشرقية (يالصينية:杭州东站): تأسست عام 2013م وهي من أكبر المحطات في الصين والأهم في هانغتشو.

والأكبر والأحدث هي المحطة الشرقية،وينبغي توخي الحذر عند الحجز والتأكد عند أي محطة ستصل أو تذهب كي تتجنب ضياع الوقت.

## المساجد الإسلامية

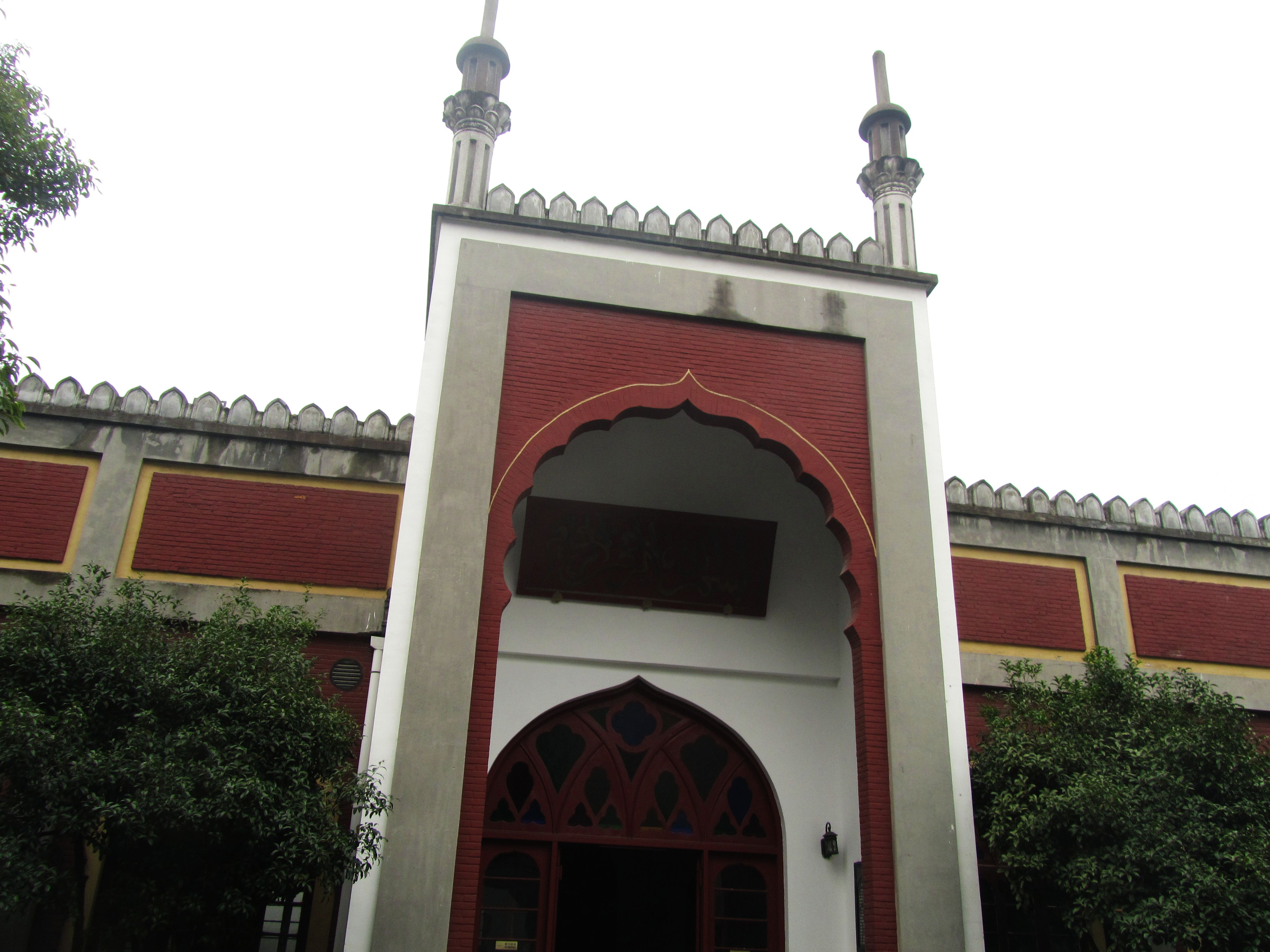
مسجد العنقاء التاريخي من الخارج

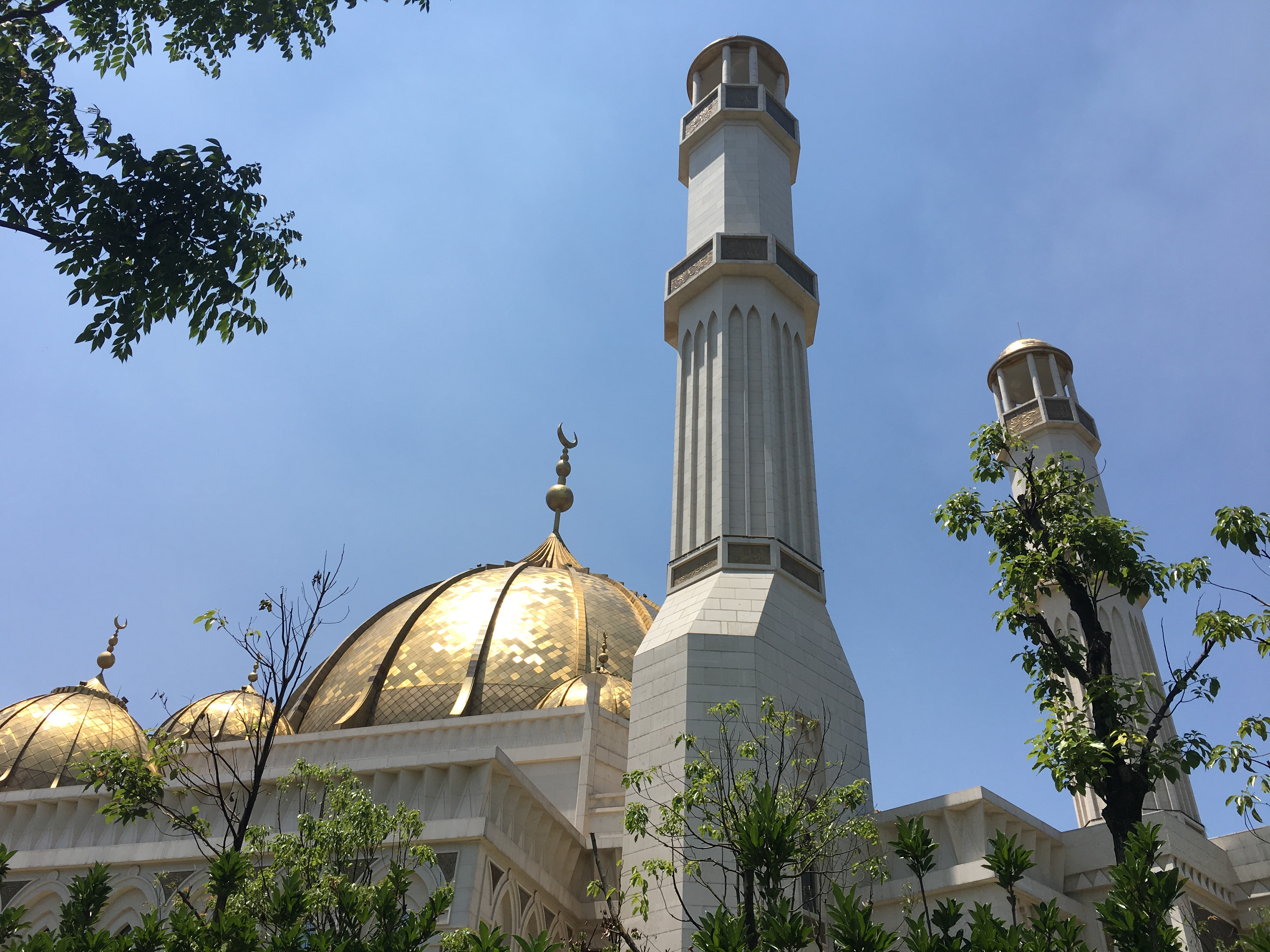
جامع هانغتشو من الخارج وتظهر بعض قبابه النحاسية

خلال عهد أسرة سوي، قدم التجار العرب من غوانزو وتشوانتشو إلى هانغتشو ونشروا الإسلام هناك. وفقا للتعداد، هناك أكثر من 4000 مسلم صيني في هانغتشو. يعد مسجد العنقاء الواقع على طريق تشونغشان الأوسط أحد أقدم المساجد الإسلامية الرئيسية الأربعة على الساحل الجنوبي الشرقي للصين، وقد تم تأسيس المسجد في عهد أسرة تانغ ودمرته النيران في عهد أسرة سونغ، وقد أعيد بناؤه في عهد أسرة يوان. اهتمت به الوحدة الوطنية لحماية الآثار الثقافية ورممته، لكن بعد ذلك ولكثرة أعداد المسلمين بني مسجد جامع جديد.
في المدينة مسجدين أساسيين:-
- مسجد العنقاء (بالصينية:凤凰) يُنطق فن خوانق سا: يعود تاريخه لأكثر من ألف سنة تُقام به بعض حلقات التحفيظ والصلوات، ولم تعد تصلى به صلاة الجمعة.
- جامع خانجو الجديد (بالصينية:杭州清真寺): مسجد فُتح عام 1439هـ/2017م لكثرة أعداد المسلمين وهو المسجد الذي تُصلى به صلاة الجمعة والأعياد حاليًا، وطرازه المعماري الإسلامي بلمسة القديم والحديث، كما يحيط بالمسجد الأشجار الخضراء الكثيفة التي تعطي المكان حيوية ونضارة وبني على نفقة الحكومة الصينية.

## المطاعم العربية والإسلامية
تعاني خانجو من قلة المطاعم العربية لكن يوجد بها عدد لا بأس به من المطاعم الصينية الحلال وبعضها تقدم الطبخ الشنجاني والطبخ الصيني التقليدي، حاليًا لا يوجد إلا ثلاث مطاعم عربية حلال.
1. مطعم صنعاء: يقع في حي الشيخو أقصى غرب المدينة يستغرق من مركز المدينة حوالي ساعة وعنوانه: 杭州市西湖区留下街道石马新村7号
2. مطعم قاتو ماتو: مطعم مشترك (حلال وغير حلال) ويقع غرب المدينة ويستغرق من مركز المدينة نصف ساعة وعنوانه: 学院路58号华星创业大楼104店铺
3. مطعم دونر كباب: ويقع في حي الشياشا أقصى شرق المدينة ويستغرق من مركز المدينة ساعة وعنوانه: 杭州下沙江干区25号大街1250号

## المناطق السياحية
مدينة هانغتشو تعد أحد أجمل مدن الصين وعند الصينيين مثل قديم يقول « الجنة في السماء وهانغتشو وسوجو في الأرض» (بالصينية:上有天堂,下有苏杭)

### البحيرة الغربية
تمتد البحيرة الغربية على مساحة 5.66 كيلومتر مربع، وتمثل مَعلما من معالم المدينة وذاكرتها.يمكن الطواف حول البحيرة بالقارب، تحيط بالبحيرة الحدائق البستانية وأزهار اللوتس والغابات الخضراء اليانعة ذات الرائحة العطرى، وقد ذكرها أحد أباطرة الصين في قصيدة شعرية مشهورة بعنوان قمر الخريف في سماء البحيرة الهادئة.

### مزارع الشاي

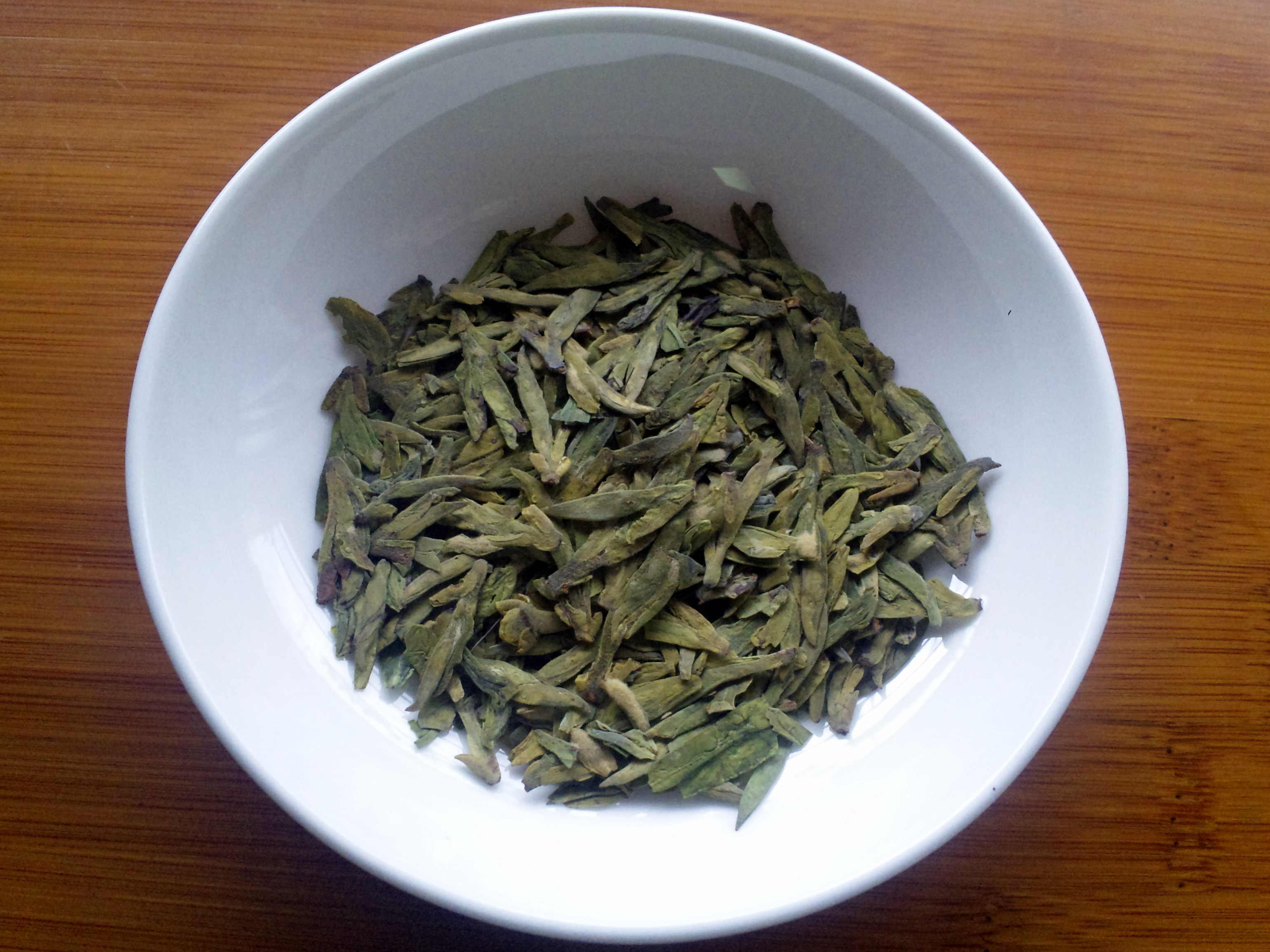
شاي لونغ جينغ المزروع بالقرب من البحيرة الغربية.

تشتهر هانغتشو بزراعة الشاي وبالذات شاي لونغ جينغ الشهير في الصين (بالصينية:龙井茶) ويلقب هذا الشاي بملك الشاي الأخضر مع العلم أن له عدة درجات تتفاوت بالسعر فيما بينها، ولهانغتشو عدة قرى تشتهر بزراعة الشاي أهمها:
1. قرية لونج جينج (بالصينية:龙井山园)، ومساحة مزارعها حوالي 130 فدان يمكن هناك رؤية قطف وتحميص الشاي بأيدي المزارعين.
2. قرية ماي جياو وو (بالصينية:梅家坞村).
3. قرية تانغ ليان (بالصينية:塘联村)، التابعة لمحافظة جو آن شيان (بالصينية:淳安县) التي تتبع للسلطة الإدارية لهانغتشو وفي تلك القرية شجرة تدعى ملكة أشجار الشاي وعمرها يقارب 800 سنة .

مع العلم أن أفضل الأوقات لزيارة مزارع الشاي تكون في شهري مارس وأبريل.

## مدن متوأمةمع هانغتشو
هانغتشو متوأمة مع:
| المدينة       | الولاية               | البلد            | العلم            | منذ       |
| ------------- | --------------------- | ---------------- | ---------------- | --------- |
| ساياما        | محافظة سايتاما        | اليابان          | اليابان          | 1978      |
| جيفو          | محافظة جيفو           | اليابان          | اليابان          | 1979      |
| فيرت          | ليمبورغ (هولندا)      | هولندا           | هولندا           | غير معروف |
| بوسطن         | ماساتشوستس            | الولايات المتحدة | الولايات المتحدة | 1982      |
| باجويو        | غير متاح              | الفلبين          | الفلبين          | 1982      |
| ليدز          | ويست يوركشاير         | المملكة المتحدة  | المملكة المتحدة  | 1988      |
| فوكوي         | محافظة فوكوي          | اليابان          | اليابان          | 1989      |
| نيس           | بروفانس-ألب-كوت دازور | فرنسا            | فرنسا            | 1994      |
| جالواي        | مقاطعة جالواي         | أيرلندا          | أيرلندا          | 1996      |
| باراماريبو    | مقاطعة باراماريبو     | سورينام          | سورينام          | 1988      |
| بودابست       | غير متاح              | هنغاريا          | هنغاريا          | 1999      |
| كيب تاون      | كيب الغربية           | جنوب أفريقيا     | جنوب أفريقيا     | 2005      |
| أوفييدو       | برنسيبادو دي أستورياس | إسبانيا          | إسبانيا          | 2006      |
| كوريتيبا      | بارانا                | البرازيل         | البرازيل         | 2007      |
| دريسدن        | ساكسونيا              | ألمانيا          | ألمانيا          | 2009      |
| إنديانابوليس  | إنديانا               | الولايات المتحدة | الولايات المتحدة | 2009      |
| أولو          | أوستروبوثنيا الشمالية | فنلندا           | فنلندا           | 2011      |
| أتلانتا       | جورجيا (ولاية)        | الولايات المتحدة | الولايات المتحدة | 2012      |
| هاماماتسو     | محافظة شيزوكا         | اليابان          | اليابان          | 2012      |
| لوغانو        | تيتشينو               | سويسرا           | سويسرا           | 2012      |
| دنيبرو        | محافظة دنيبروبتروفسك  | أوكرانيا         | أوكرانيا         | 2013      |
| إل كالافاته   | سانتا كروز            | الأرجنتين        | الأرجنتين        | 2013      |
| سبليت         | مقاطعة سبليت-دالماتيا | كرواتيا          | كرواتيا          | 2014      |
| كوينستاون     | أوتاجو                | نيوزيلندا        | نيوزيلندا        | 2015      |
| ماريبور       | بلدية مدينة ماريبور   | سلوفينيا         | سلوفينيا         | 2017      |
| هايدلبرغ      | بادن فورتمبيرغ        | ألمانيا          | ألمانيا          | 2018      |
| كوتا كينابالو | صباح                  | ماليزيا          | ماليزيا          | 2019      |
| تالين         | مقاطعة هاريو          | إستونيا          | إستونيا          | غير معروف |
| ميدلسبره      | نورث يوركشاير         | المملكة المتحدة  | المملكة المتحدة  | غير معروف |